# Nimigea
Nimigea (Hongaars: Magyarnemegye) is een Roemeense gemeente in het district Bistrița-Năsăud.
Nimigea telt 5324 inwoners. 
De gemeente bestaat uit 8 dorpen; 
- Floreşti (Virágosberek)
- Mintiu (Oláhnémeti)
- Mititei (Mittye)
- Mocod (Szamosmakód)
- Mogoşeni (Szamosmagasmart)
- Nimigea de Jos (gemeentehoofdplaats; Magyarnemegye)
- Nimigea de Sus (Oláhnemegye)
- Tăure (Tóhát).

In de gemeentehoofdplaats (Nimigea De Jos of Magyarnemegye) vormen de Hongaren een belangrijk aandeel van de bevolking, in 2011 waren er van de 1 567 inwoners 652 Hongaars (42,7%).